# Воронов, Виталь
Вита́ль Во́ронов (бел. Віталь Воранаў; род. 18 марта 1983, Минск) — белорусский литератор, переводчик, издатель, сооснователь и председатель Белорусского культурно-просветительного центра в Познани. Основатель издательства «Белы крумкач».

## Биография
Учился в школе № 2 в Глубоком (1991—1995). Закончил пять классов глубокской музыкальной школы по специальности фортепиано и три класса по специальности саксофон. Популяризирует белорусскую дуду.
В 1996 году вместе с семьёй эмигрировал в Польшу. Там в 1999—2003 годах получил среднее образование и международный диплом в Первом частном лицее в Познани. Окончил Университет имени Адама Мицкевича в Познани, учился также в Пльзени, защитил диссертацию в Масариковом университете в Брно. Более трёх лет работал органистом, а также год в качестве ведущего авторской программы на FM-радио «Afera».
В 2012—2013 гг. приглашённый исследователь в Юго-Западном колледже (США, штат Канзас). Публикуется как критик, журналист и публицист в белорусской периодике.

## Творчество
Дебютировал в печати в 2006 году, опубликовав рассказ «Тётка» в ведущем белорусском журнале «Дзеяслоў». В 2013 году опубликовал книгу рассказов «Великое княжество Беларусь» (бел. Вялікае княства Беларусь), в 2014 году — основанный на материалах фольклорной экспедиции в Полесье и Подляшье сборник рассказов «Шёпотом» (бел. Шэптам). Обе книги изданы в Польше по-белорусски с переводом на польский язык. В 2017 году увидела свет книга «бел. Дударская Глыбоччына».
Наибольшую известность Воронову принёс перевод на белорусский язык «Винни Пуха» Алана Милна. Среди других его переводов — пьеса Сэмюэла Беккета «В ожидании Годо». Для польской группы «Triquetra» перевёл лирику для альбома «Скандал», что позволило музыкантом победить на «Басовище-2003». Вместе с брит-поп группой Hair Peace Salon участвовал в музыкальных проектах общественного движения Будзьма беларусамі! «Тузін. Перазагрузка» (совместно с Tuzin.fm), «Budzma The Best Rock / Budzma The Best Rock/New» (совместно с Европейским радио для Беларуси). Также работал вместе с Atlantica, Tanin Jazz и другими артистами.